# Первая лига Китая по футболу 2019
58.com — Первая лига Китая по футболу 2019 (кит. 58同城 2019中国足球协会甲级联赛) — 16-й сезон Первой лиги Китая, соревнования второго уровня в системе футбольных лиг Китая. Сезон начался 9 марта и закончился 2 ноября 2019 года.
Для расширения количества участников Первой лиги с 16 до 18 в сезоне 2020, в сезоне 2019 года только одна команда вылетает напрямую (вместо двух в прошлых сезонах), а две команды становятся участниками лиги после плей-офф.
По результатам сезона клубы «Циндао Хайню» и «Шицзячжуан Эвер Брайт» вышли в Суперлигу, а «Шанхай Шэньсинь» выбыл во вторую лигу.

## Изменения
Китайская футбольная ассоциация частично изменила политику в отношении молодых игроков и легионеров. Также как и в предыдущих двух сезонах, как минимум один игрок не старше 23 лет (родившийся после 1 января 1996 года) должен выходить в стартовом составе. Однако, общее количество иностранных игроков, которые принимают участие в матче, не связывается с количеством молодых игроков не старше 23 лет. Клуб может зарегистрировать трёх легионеров и одновременно выпускать на поле двух. С другой стороны, как минимум два игрока U-23 должны принять участие в матче. К тому же, если игроки до 23 лет вызываются в национальную сборную всех уровней, обязательное участие игроков в матче может быть исключено.

## Команды

### Изменения в составе
| Команды, получившие понижение в классе по итогам сезона 2018 в Суперлиге - Чанчунь Ятай - Гуйчжоу Хэнфэн Команды, получившие повышение в классе по итогам сезона 2018 во Второй лиге - Сычуань Лонгфор - Наньтун Чжиюнь | Команды, получившие повышение в классе для участия в Суперлиге 2019 года - Ухань Чжоэр - Шэньчжэнь Команды, получившие понижение в классе для участия в розыгрыше Второй лиги 2019 года - Чжэцзян Итэн (не смогли пройти регистрацию) - Далянь Трансенденс (расформирован) |